# Mlaka (Rakovec)
 Mlaka  falu Horvátországban Zágráb megyében. Közigazgatásilag Rakovechez tartozik.

## Fekvése
Zágrábtól 27 km-re északkeletre, községközpontjától 3 km-re délnyugatra, az A4-es autópálya közelében, a megye északkeleti részén fekszik.

## Története
A falunak 1857-ben 126, 1910-ben 203 lakosa volt. Trianonig Belovár-Kőrös vármegye Kőrösi járásához tartozott. 2001-ben 124 lakosa volt.

## Lakosság
| Lakosság változása | Lakosság változása | Lakosság változása | Lakosság változása | Lakosság változása | Lakosság változása | Lakosság változása | Lakosság változása | Lakosság változása | Lakosság változása | Lakosság változása | Lakosság változása | Lakosság változása | Lakosság változása | Lakosság változása |
| ------------------ | ------------------ | ------------------ | ------------------ | ------------------ | ------------------ | ------------------ | ------------------ | ------------------ | ------------------ | ------------------ | ------------------ | ------------------ | ------------------ | ------------------ |
| 1857               | 1869               | 1880               | 1890               | 1900               | 1910               | 1921               | 1931               | 1948               | 1953               | 1961               | 1971               | 1981               | 1991               | 2001               |
| 126                | 145                | 158                | 194                | 179                | 203                | 214                | 232                | 216                | 202                | 199                | 174                | 155                | 135                | 124                |

## Külső hivatkozások
Rakovec község hivatalos oldala